# 이치노미야촌 (이시카와현 하쿠이군)
이치노미야촌(一ノ宮村)은 이시카와현 하쿠이군에 설치되었던 촌이다.